# 胸斑球蛛
胸斑球蛛（学名：Theridion sterninotatum）为球蛛科球蛛属的动物。分布于日本、韩国以及中国大陆的辽宁、陕西、浙江、湖北等地，常生活于林间草丛中。该物种的模式产地在日本。